# Jane Oppenheimer
Jane Marion Oppenheimer (* 19. September 1911 in Philadelphia; † 19. März 1996 ebenda) war eine amerikanische Embryologin und Wissenschaftshistorikerin.

## Leben und Wirken
Oppenheimer wurde in Philadelphia als einziges Kind von James H. Oppenheimer und Sylvia Stern geboren. Ihr Vater, ein Arzt, förderte körperliche Aktivität: Sport in der Schule und ein individuelles Übungsprogramm zu Hause. Sie erhielt Unterricht in Französisch und Klavier und entwickelte eine Vorliebe für klassische Musik, gutes Essen und Reisen. Oppenheimer hatte ein vielseitiges Interesse an Kunst. Die Sammlung, die sie Bryn Mawr schenkte, umfasst Objekte aus Jade, Elfenbein und Bronze, Landschaftsaquarelle und Radierungen von Pablo Picasso, Jacques Villon, Auguste Rodin und Leonard Baskin.
Oppenheimer machte ihren Abschluss 1932 am Bryn Mawr College und erwarb ihre Doktorwürde (Ph.D.) in Zoologie 1935 an der Yale University. Sie lernte John Spangler Nicholas kennen, als sie als Studentin an Sommerkursen am Woods Hole Marine Biological Laboratory teilnahm. Später studierte sie unter Nicholas in Yale, wo sie auch von Ross Granville Harrison beeinflusst wurde. Später studierte sie bei Nicholas in Yale, wo sie auch von Ross Granville Harrison beeinflusst wurde. Oppenheimer nutzte Nicholas’ Methode der Dechorionisierung von Embryonen des Killifischs (Fundulus heteroclitus), die es ihr ermöglichte, präzise Manipulationen an Teleost-Embryonen durchzuführen.

### Lehre
Im Jahr 1937 war Oppenheimer Forschungsstipendiat an der University of Rochester. 1938 trat sie als Biologin in den Lehrkörper von Bryn Mawr ein. In den frühen 1940er Jahren begannen Oppenheimer und die Geologieprofessorin Dorothy Wyckoff, Kurse zur Wissenschaftsgeschichte zu geben. In den 1970er Jahren war Oppenheimer maßgeblich an der Entwicklung eines kooperativen Graduiertenprogramms für Wissenschaftsgeschichte beteiligt, an dem Bryn Mawr, die University of Pennsylvania und die American Philosophical Society beteiligt waren; das Programm lief nach ihrer Pensionierung aus.
Oppenheimer ging 1980 als William R. Kenan Jr. Professor für Biologie und Wissenschaftsgeschichte, kehrte aber von 1983 bis 1984 als Gastprofessor nach Bryn Mawr zurück. Außerdem lehrte sie als Gastprofessorin an der New School for Social Research, der Johns Hopkins, der Universität Paris, der Hadassah Medical School und an der Northwestern University als Gastprofessorin.

### Embryologie
Oppenheimers experimentelle Karriere begann mit ihrer Diplomarbeit über Fundulus heteroclitus, und sie leistete bedeutende Beiträge zur Teleost-Embryologie. Ihr besonderes Interesse galt dabei Fragen der Induktion, der Differenzierungsfähigkeit und der Regulation. Sieben frühe Arbeiten basierten auf Pfropfungsexperimenten und zeigten, dass die Rückenlippen von Fisch- und Amphibienembryonen die gleiche Organisierungsaktivität aufweisen. Oppenheimer führte auch Schicksalskartierung-Experimente durch, beschrieb die Zellbewegungen während der Gastrulation und veröffentlichte eine Serie von Stadien für Fundulus-Embryonen.
Oppenheimer entwarf eines der vier amerikanischen Experimente, die 1975 im Rahmen der Apollo-Sojus-Mission durchgeführt wurden. Das Experiment untersuchte die Auswirkungen der Schwerelosigkeit auf Fundulus-Embryonen in verschiedenen Entwicklungsstadien.

### Wissenschaftsgeschichte
Zu Oppenheimers Arbeiten auf diesem Gebiet gehören Essays in the History of Embryology and Biology (1967), die sich hauptsächlich auf das neunzehnte und frühe zwanzigste Jahrhundert konzentrieren, aber auch bis ins sechzehnte Jahrhundert zurückreichen. Außerdem verfasste sie biografische Studien über Karl E. von Baer, Curt Herbst und Ross Harrison. Ihr besonderes Interesse galt der Beziehung zwischen embryologischen Daten und der Evolutionstheorie sowie frühen physiologischen und chirurgischen Entdeckungen.

## Schriften (Auswahl)
Als Herausgeber oder Mitglied des Redaktionsausschusses war Oppenheimer an American Zoologist, Biological Abstracts, Excerpta Medica, Journal of Morphology, Journal of the History of Biology und Quarterly Review of Biology beteiligt.

## Auszeichnungen und Ehrungen
Oppenheimer wurde mit der Wilbur Lucius Cross Medal (Yale Graduate Alumni Association), dem Otto H. Hafner Award (American Association of the History of Medicine and the Medical Library Association), dem Kosmos Achievement Award (U.S.S.R.), dem Lindback Award for Distinguished Teaching, dem NASA Group Achievement Award, der Karl Ernst von Baer Medal (Estonian Academy of Sciences) und der Ehrendoktorwürde der Brown University ausgezeichnet. Sie erhielt Stipendien von der Guggenheim Foundation (zweimal), der National Science Foundation und der Rockefeller Foundation.
Sie wurde zum Mitglied der American Philosophical Society gewählt, deren Sekretärin sie von 1987 bis 1992 war, sowie zum Mitglied der American Academy of Arts and Letters. Sie war 1973 Präsidentin der American Society of Zoologists und Fellow der American Association for the Advancement of Science.
Oppenheimer gehörte zahlreichen wissenschaftlichen Gesellschaften an, darunter die American Association of Anatomists, die American Society of Naturalists, die International Society for Developmental Biology, die American Society for Developmental Biology, die American Association of the History of Medicine, die History of Science Society, die International Academy of the History of Science, die International Society for the History of Medicine, die International Academy of the History of Medicine (Paris) und das College of Physicians of Philadelphia.